# Samfya, Zambia
Samfya  este un oraș  în  provincia Luapula, Zambia.